# Schuco

Logo

Schuco ist ein Hersteller von Spielzeug, insbesondere Modellautos aus Zinkdruckguss sowie Blechspielzeug.

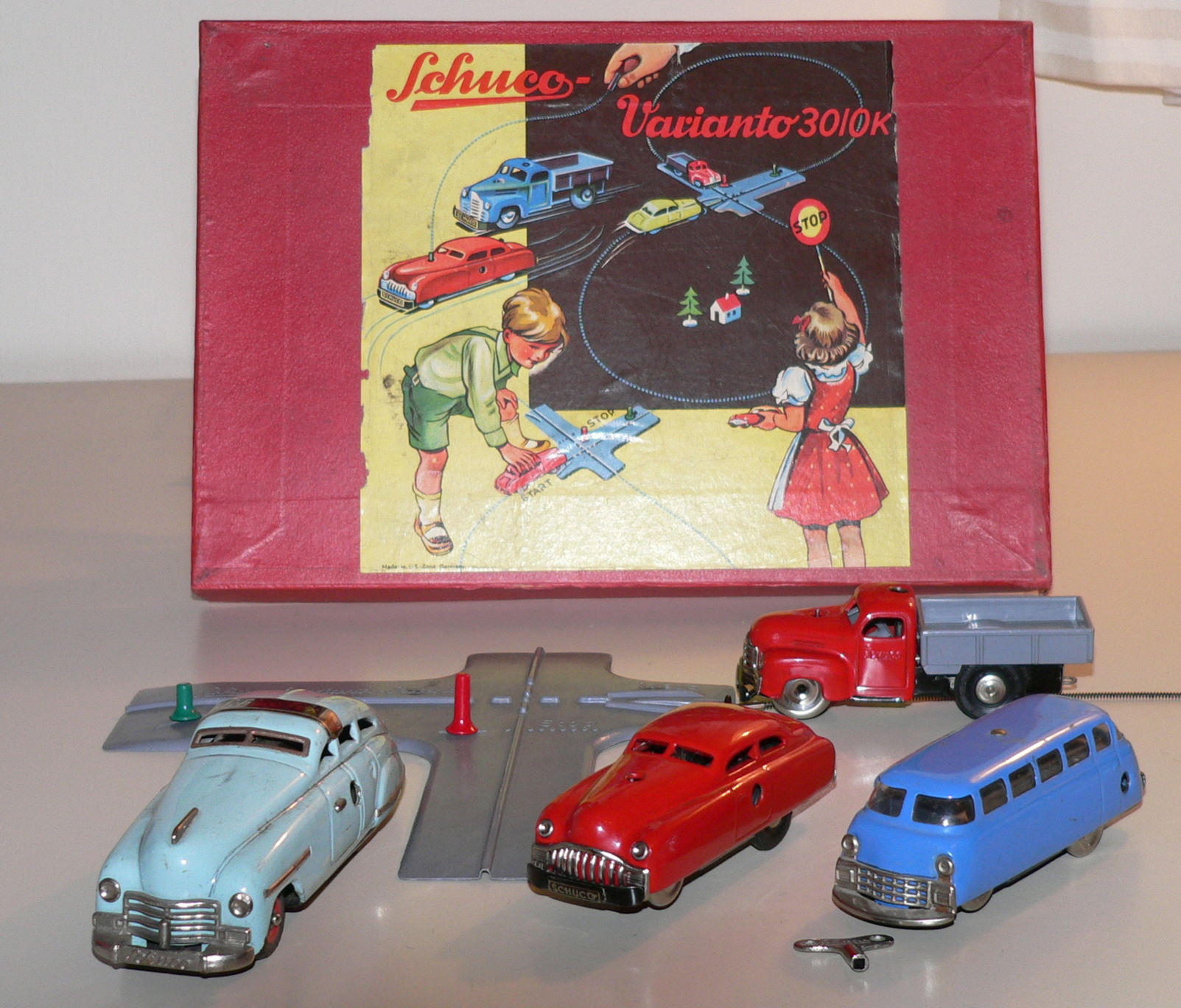
Schuco Blechspielzeugautos
Schuco-Varianto (rot) mit einem FEX (links) und einem Mirako (rechts)

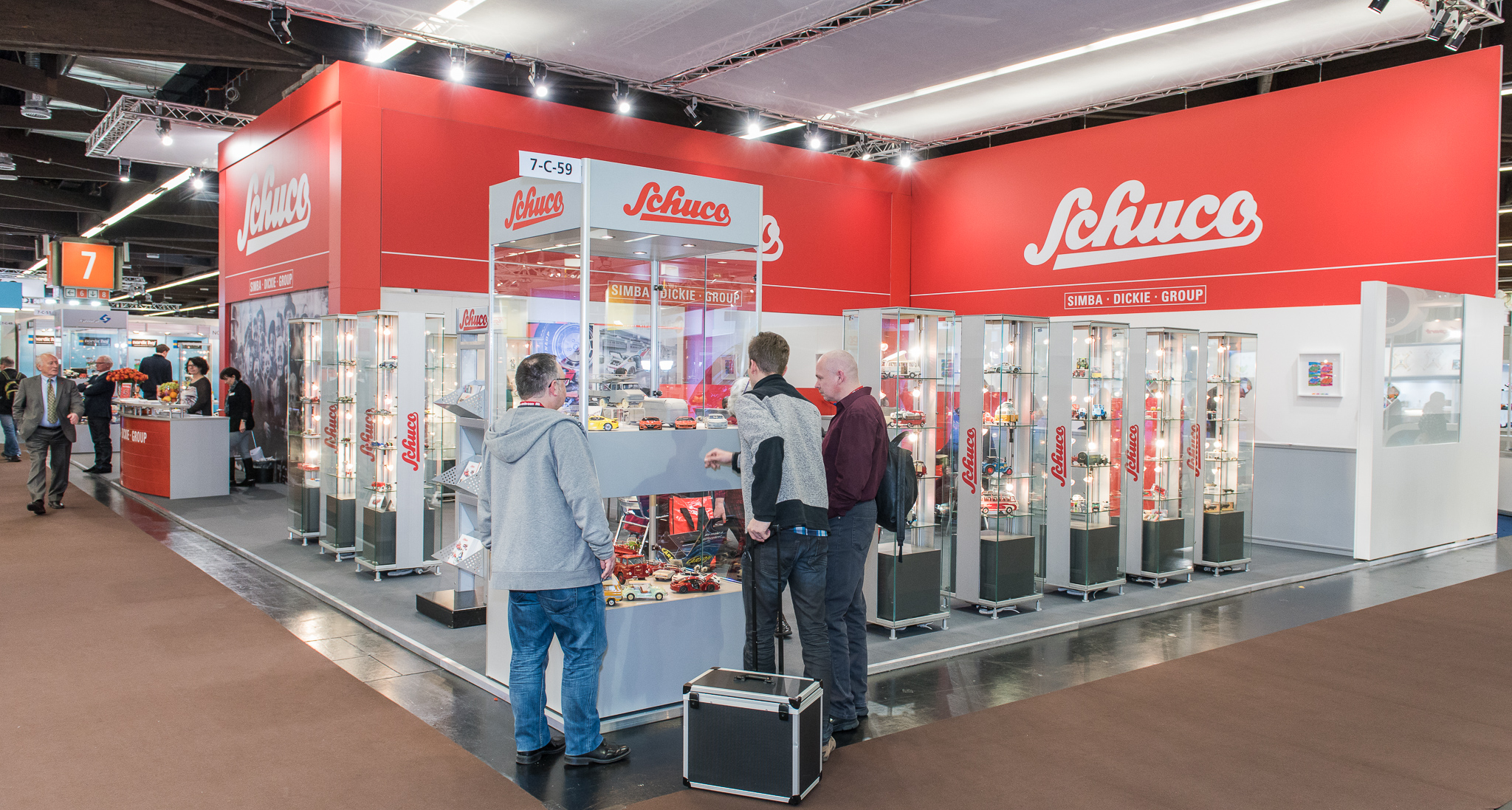
Stand auf der Nürnberger Spielwarenmesse 2016

## Firmengeschichte
Die Firma Schuco wurde im Jahr 1912 in Nürnberg von Heinrich Schreyer und dem Werkzeugmacher Heinrich Müller gegründet, der vorher für das Spielwarenwerk Bing gearbeitet hatte. Schreyer verließ das Unternehmen 1918, für ihn kam Adolf Kahn als Teilhaber. Zunächst hieß das Unternehmen Schreyer & Co, ließ aber dann 1924 den Namen Schuco eintragen, der aus der Zusammensetzung von Schreyer u. Co. entstand.
Unter der Schutzmarke Schuco wurden unter anderem aus Stoff hergestellte Charakterpuppen produziert, die in den USA von George Borgfeldt & Company sowie von Louis Wolf & Co. vertrieben wurden.
Im Jahr 1936 brachte das Unternehmen das erste Schuco-Auto auf den Markt und verblüffte die Fachwelt mit der technischen Präzision und der bemerkenswerten Ausstattung der Miniaturen. Noch im gleichen Jahr hatte das Unternehmen über 100 Mitarbeiter. Der Erfinder und Firmeninhaber Heinrich Müller steigerte die mechanische Finesse der bald weltberühmten Modellautos weiter. Er entwickelte mechanische Schaltgetriebe, Lenkradsteuerung oder Handbremsen. Im Jahr 1939 musste der Teilhaber Adolf Kahn wegen seiner jüdischen Abkunft nach New York emigrieren, blieb aber Schuco geschäftlich verbunden.
Nach dem Zweiten Weltkrieg wurde die Produktion mit den Vorkriegsmodellen wieder aufgenommen und bald um neue Spielzeuge erweitert. Zu den Modellen von vor dem Krieg gehört der „Schuco Examico 4001“, ein offener Zweisitzer mit Uhrwerk, Viergang-H-Schaltung, Kupplung zum Einlegen des Rückwärtsgangs (eine kleine schwarze Taste links außen), Achsschenkellenkung und Handbremse. Gebaut wurde das Auto bis in die 1950er-Jahre, nach dem Krieg mit dem Aufdruck „Made in U.S.-Zone Germany“. Seit den 1980er-Jahren gibt es das Modell als Replikat. Ab 1951 kamen Neuentwicklungen auf den Markt, darunter auch das Varianto-System, in dem die Fahrzeuge über ein Spiraldrahtkabel lenkbar waren oder auf einem Ring aus Spiraldraht fuhren, und das um Weichen und Kreuzungen erweiterbar war. Die Blechspielzeugautos waren freie Interpretationen von Modellen. Mit den Modellen Mirako wurden Autos konstruiert, die ähnlich dem Patent 1001 von 1936 mit einem zusätzlichen Querantrieb versehen waren und nicht vom Tisch fallen konnten.
Nach dem Tod von Heinrich Müller im Jahr 1958 führte sein Sohn Werner den Betrieb weiter. Neben den klassischen Modellen wurde das Sortiment auch um Schiffe, große Konstruktionsmodelle (Ingenico Autos zum Zusammenbauen), Flugzeuge (Radiant Modelle) und Spezialitäten wie eine Alweg Einschienenbahn nach dem Modell der Monorail im Disneyland Resort erweitert. 
In den sechziger Jahren fand ein breiter Paradigmenwechsel innerhalb der Spielzeugindustrie statt und das bis dahin dominierende Blechspielzeug wurde durch Plastik- und Spritzgussmodelle abgelöst. Viele der bekannten Nürnberger Hersteller (Distler, Günthermann) mussten aufgeben und Schuco wurde 1976 an die britische DCM (Dunbee-Combex-Marx)-Gruppe verkauft. Als dieses Unternehmen 1980 insolvent wurde, erwarb Gama-Mangold die Rechte und verlegte den Sitz des Unternehmens nach Fürth. Schuco stellte nun Replikate seiner alten Blechspielzeuge für den Sammlermarkt her. Der Studio-Rennwagen und die Oldtimer-Serie wurden in das Programm aufgenommen, um an die früheren Erfolge anzuknüpfen.
1993 wurden die Marken GAMA und Trix von der Konzernmutter Mangold zusammengelegt. Die historischen Blechmodelle sollten klar von den 1:43-Modellen getrennt werden. In der ersten Hälfte der 1990er Jahre stellte daher Schuco für einige Zeit beim heutigen Blechspielzeughersteller KOVAP diese Modelle her. Der 1:43-Bereich wurde hochwertiger und um zahlreiche Modelle erweitert. 1996 wurden die Marken Trix und Gama an Märklin verkauft und Schuco wurde wieder eigenständig. Neuentwicklungen und Wiederbelebung des klassischen Sortimentes, z. B. Schuco Piccolo, verhalfen ihr zu Erfolg, Blechspielzeug wird heute in der Schuco Classic Collection angeboten.
Als sich die Familie Mangold 1999 gänzlich aus dem Spielwarengeschäft zurückzog, wurde Schuco an die Simba-Dickie-Group in Fürth verkauft.

Schuco Examico 4001 – Original von 1948
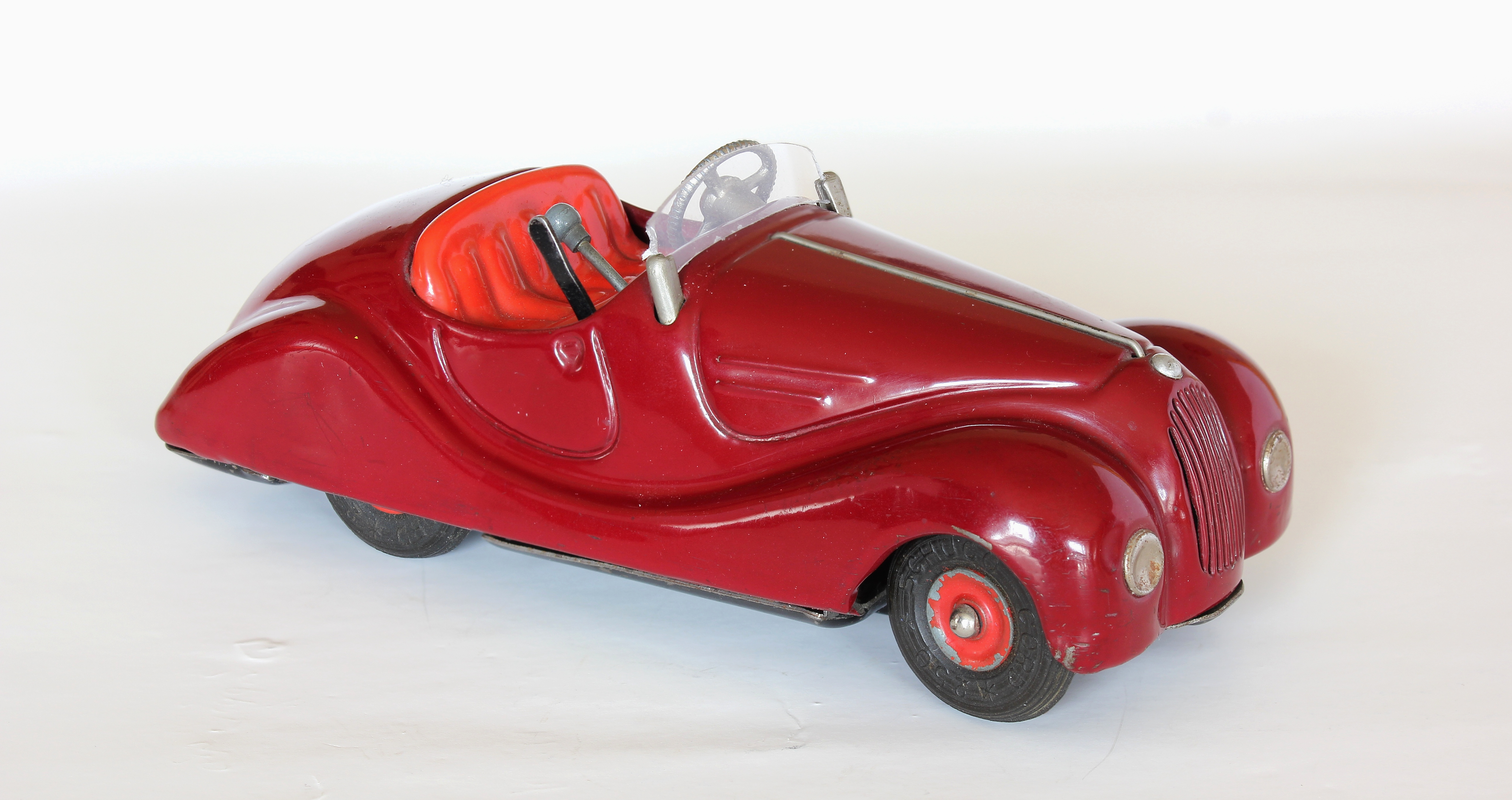
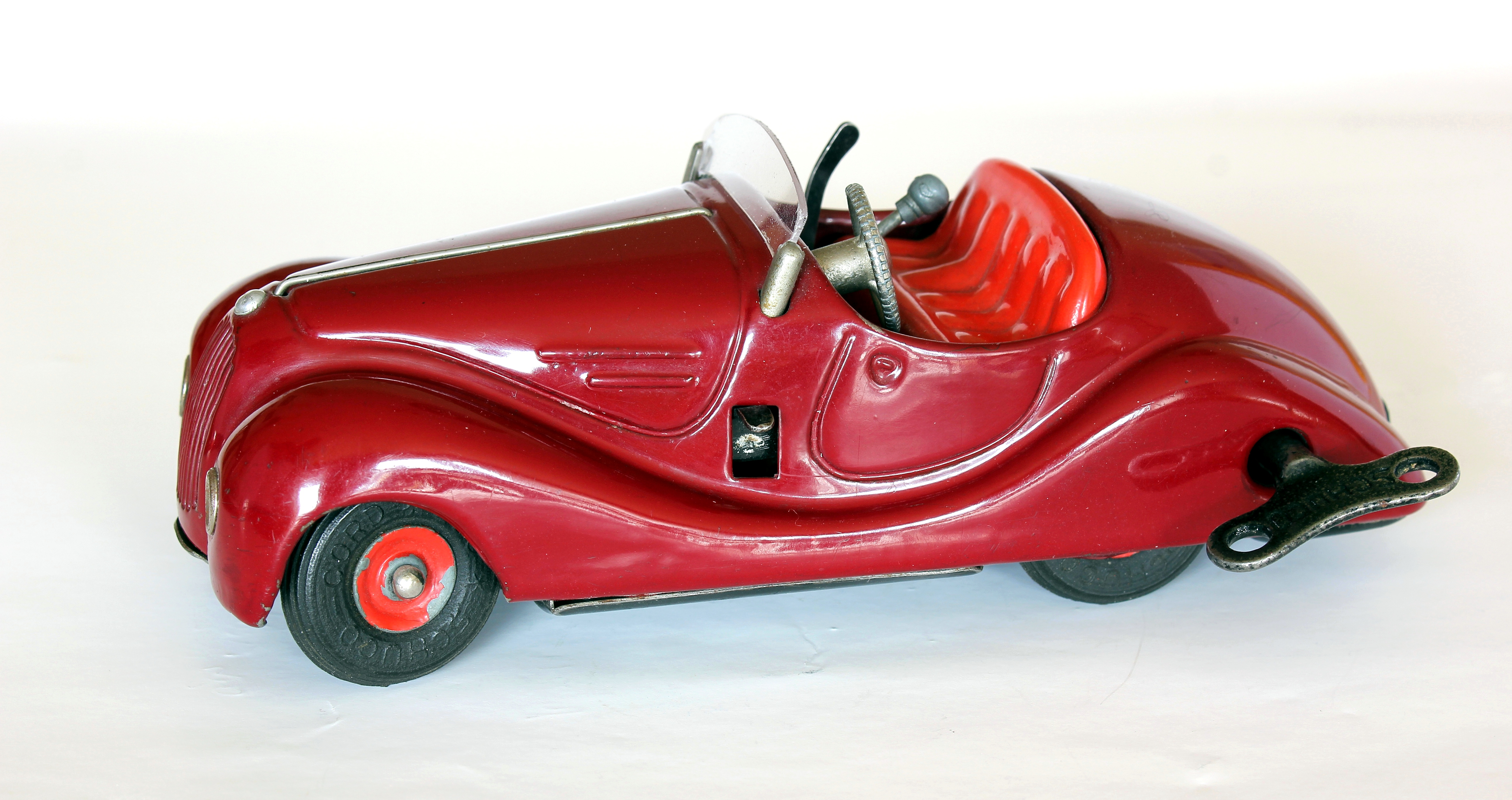
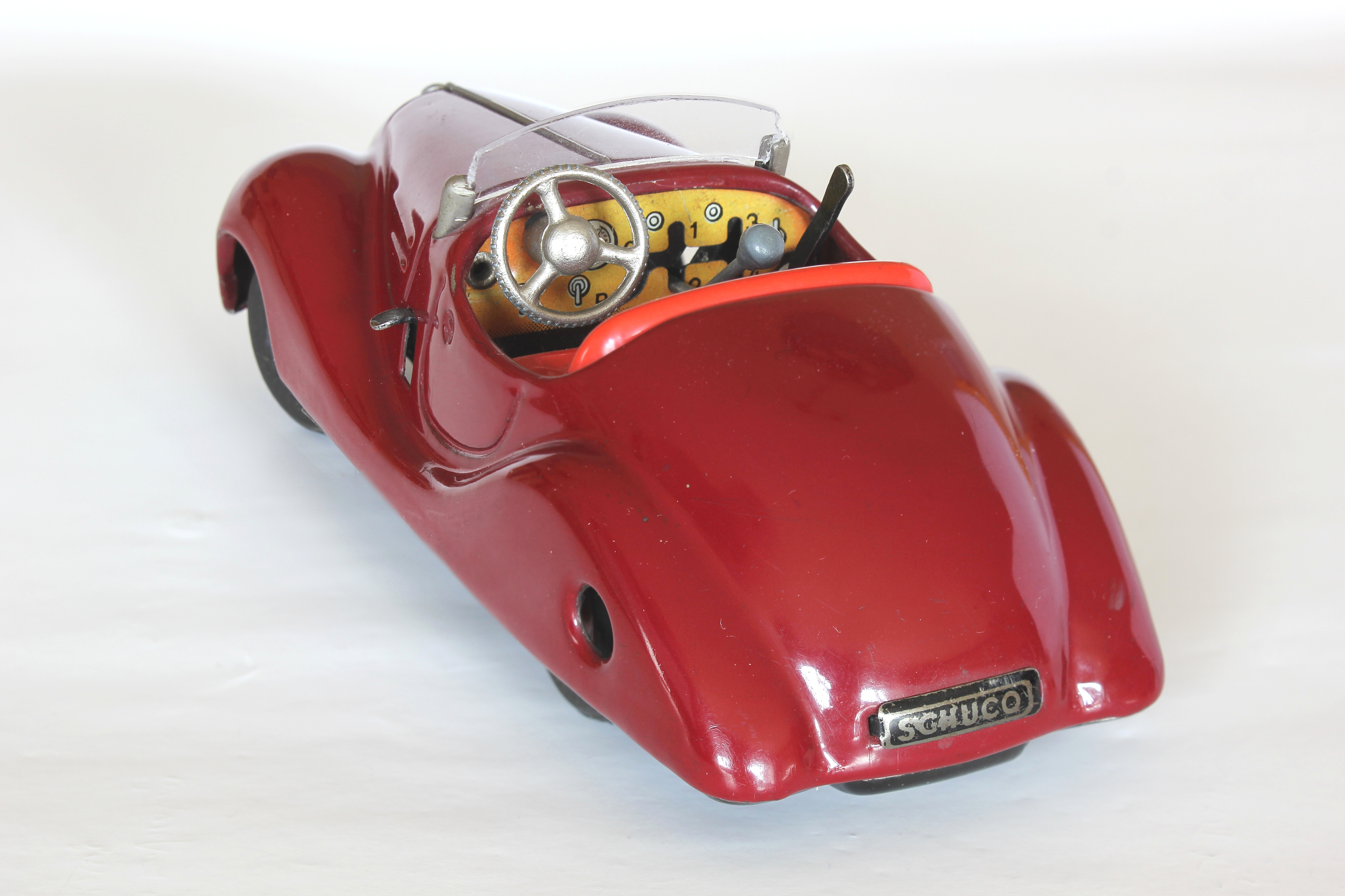
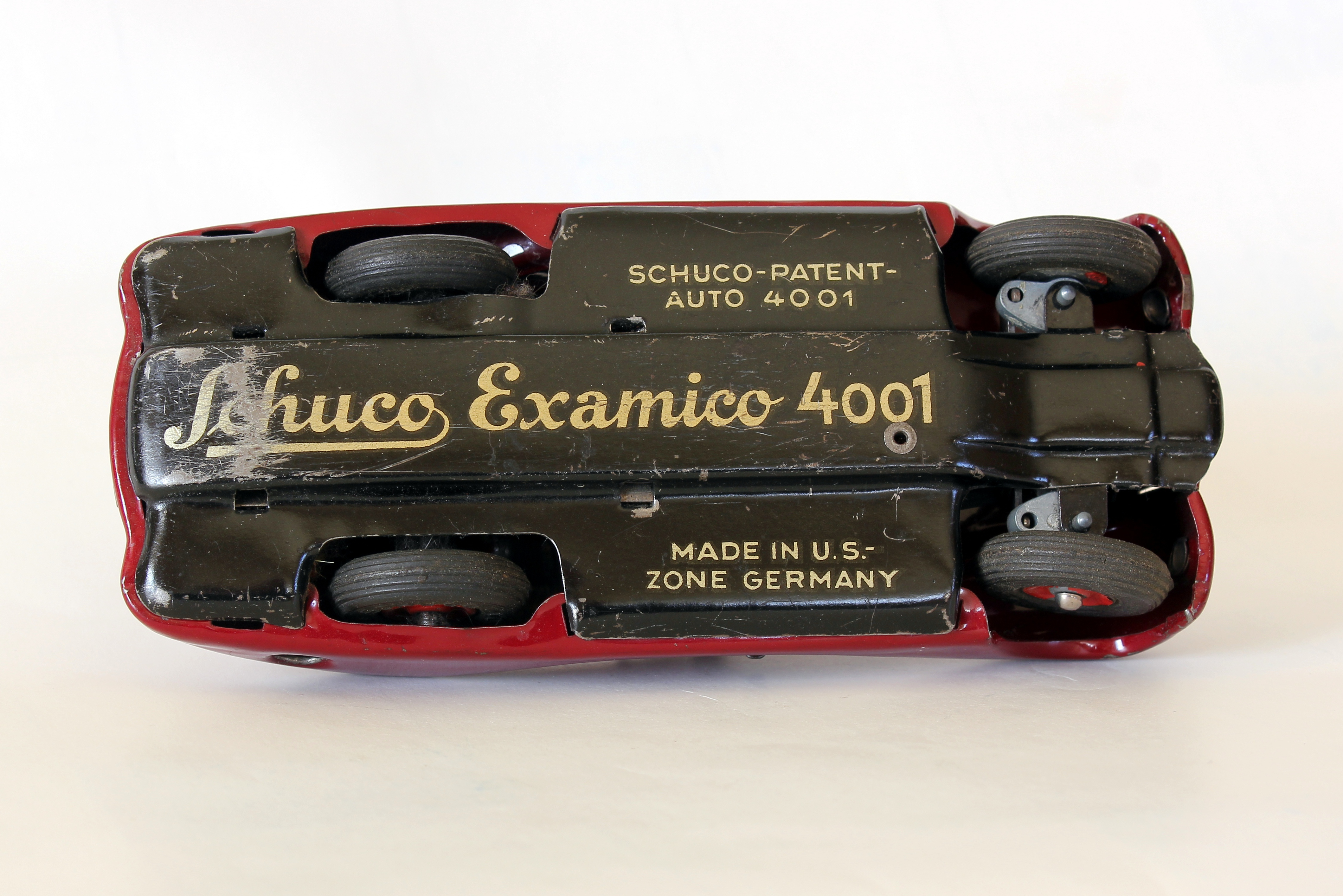

Schuco Studio 1050 Mercedes Grand Prix 1936 – Replikat von 1982
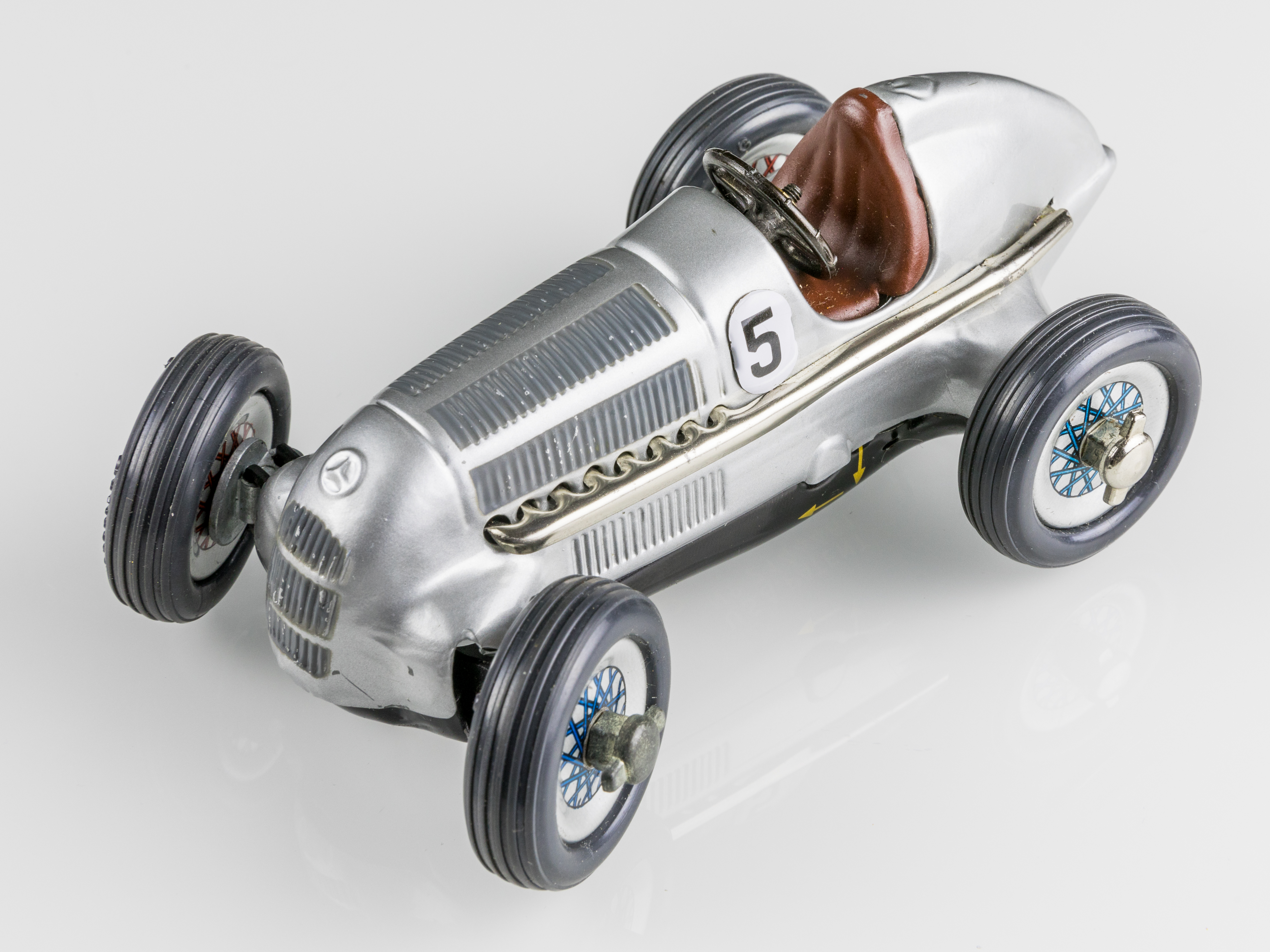
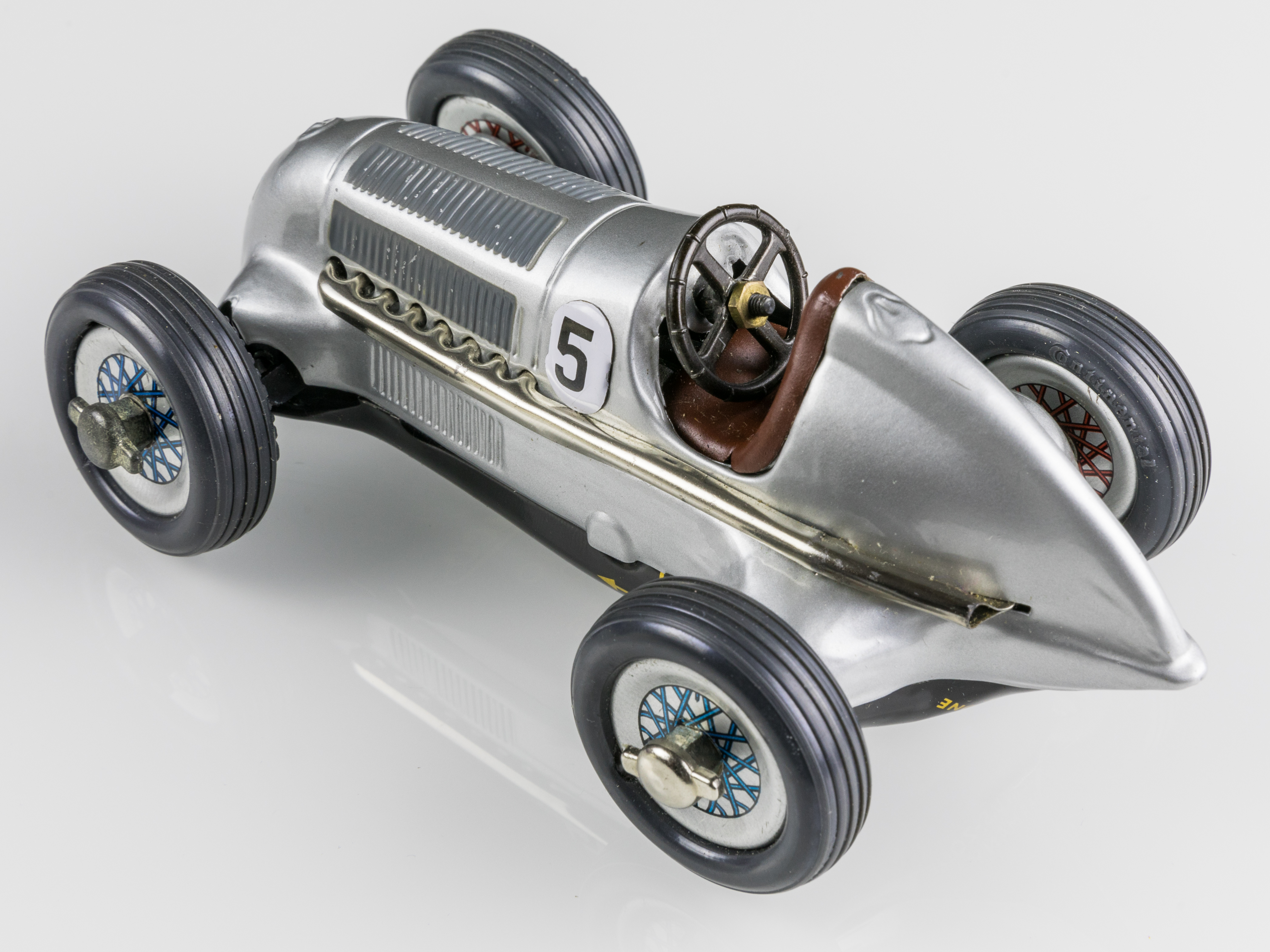
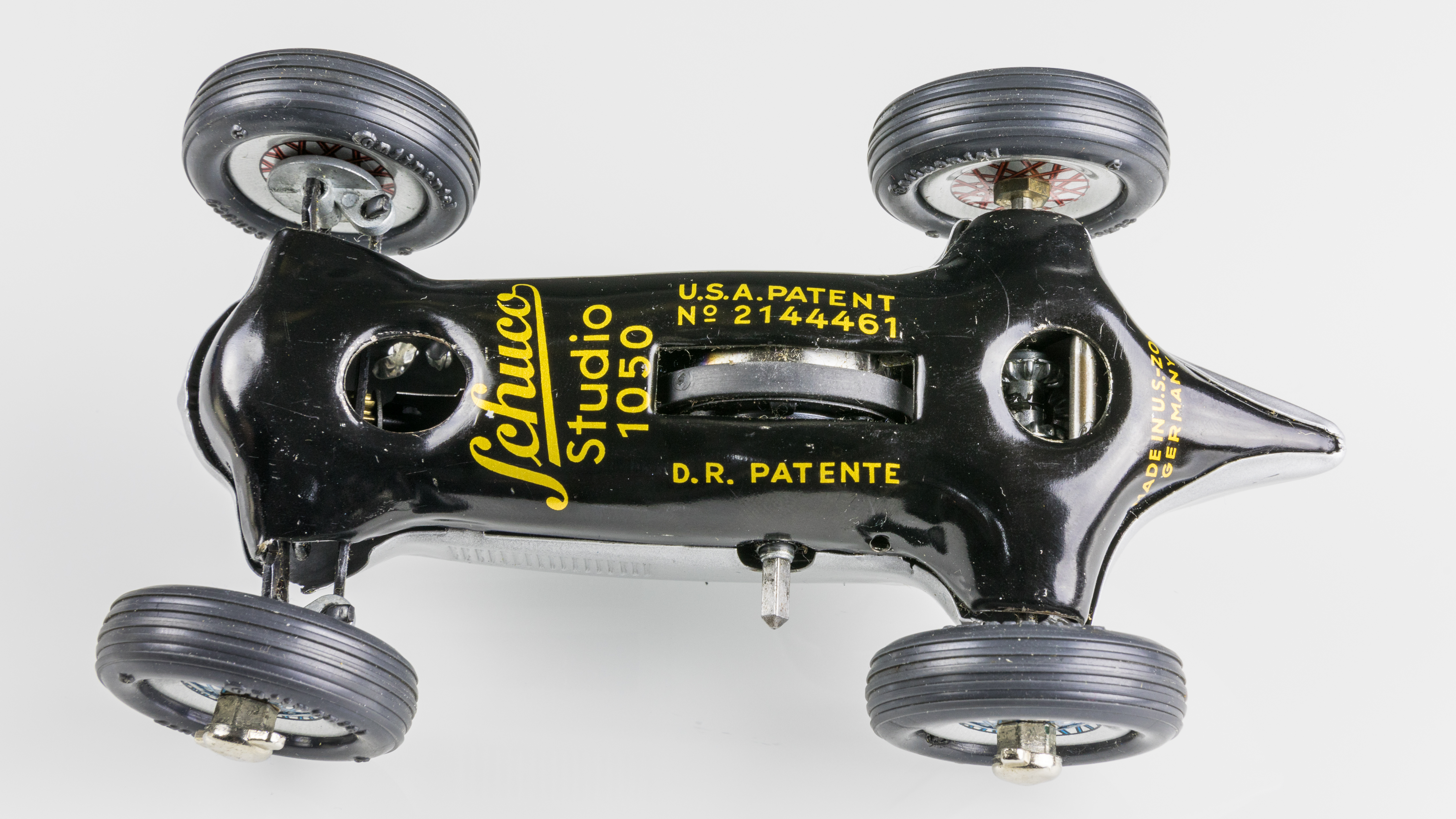
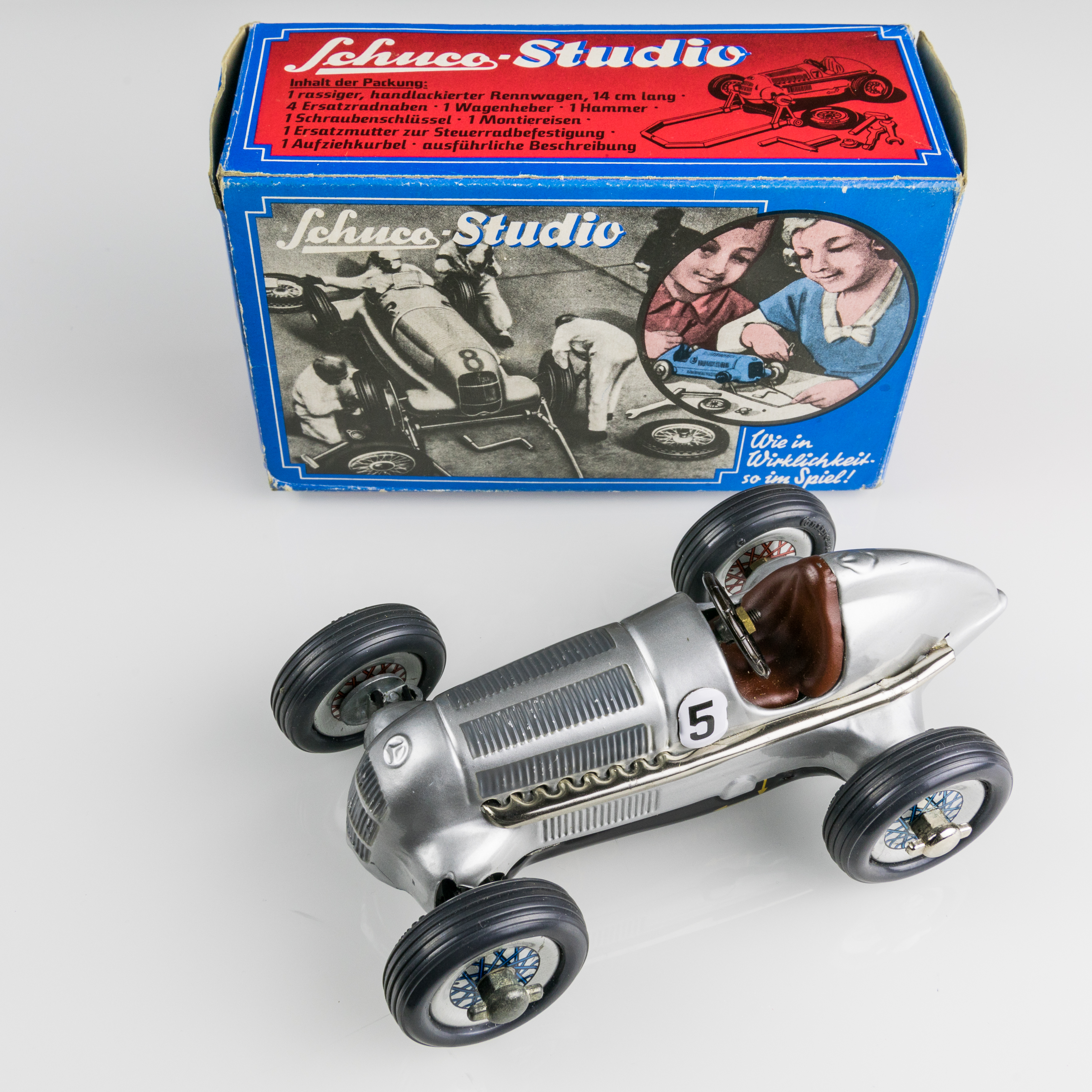
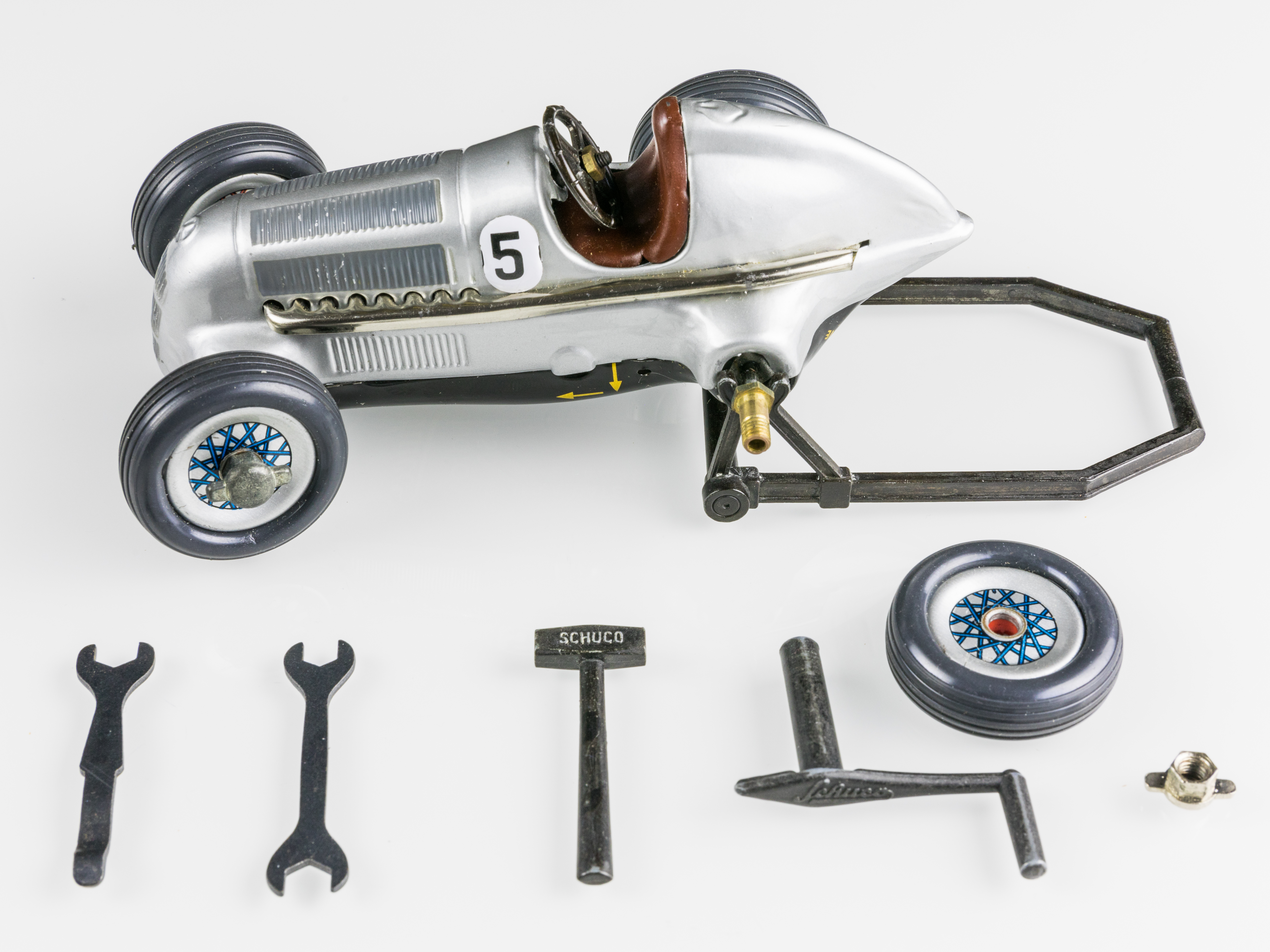